# 小行星7524
小行星7524（英語：7524）是一颗围绕太阳公转的小行星。1991年9月14日，亨利·E·霍爾特在帕洛马山发现了此天体。
这颗小行星的绝对星等为44.8274812060265等。